# Regius Professor of Natural History (Edinburgh)

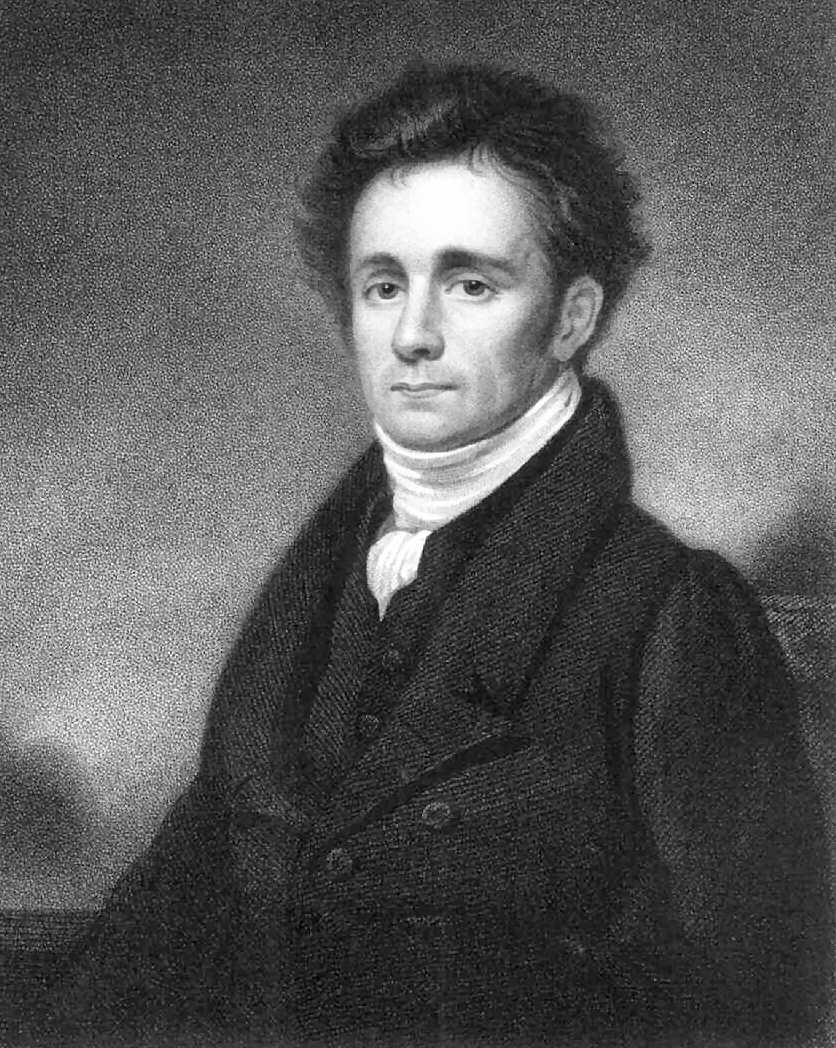
Robert Jameson – Regius Professor von 1804 bis 1854

Der Regius Professor of Natural History war eine 1767 gestiftete Regius Professur der University of Edinburgh in Schottland. Besetzt wurde die Professur erst drei Jahre später. Sowohl die heutige School of GeoSciences als auch die School of Biological Sciences benennen die Professur als einen ihrer Ursprünge. Neben dieser Professur in Edinburgh existiert noch eine Regius Professur an der University of Aberdeen und eine ursprünglich als Regius Professor of Natural History bezeichnete Professur an der Universität of Glasgow, der heutige Regius Chair of Zoology.

## Geschichte der Professur

### Die frühen Jahre
Der Lehrstuhl wurde von George III. mit einem Schreiben vom 13. März 1767 an Robert Ramsay aus Backraig gegründet, welches dieser erst 1770 dem Stadtrat (town council) von Edinburgh vorlegte. Ramsay, gleichzeitig auch Kurator des Museums der Universität, machte keine Versuche, das Fach zu lehren, möglicherweise mangels brauchbaren Lehrmaterials. Zwar ist über ihn so gut wie nichts bekannt, aber offensichtlich betrachtete er die Professur nur als Sinekure. Als er schwer erkrankte, begann ein politisches Gerangel um den Lehrstuhl.

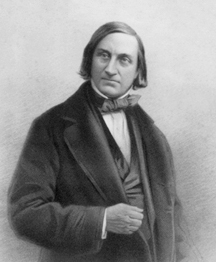
Edward Forbes – Regius Professor 1854

Einer der aussichtsreichsten Kandidaten war der Sohn eines Edinburgher Architekten, William Smellie (1740–1795). Smellie hatte nach seiner Schulzeit eine Lehre in einer Druckerei absolviert und zusätzlich noch Vorlesungen in Botanik und Chemie gehört. 1765 veröffentlichte Smellie eine gegen die Taxonomie von Carl von Linné ausgerichtete Dissertation und wurde von dem Botaniker John Hope (1725–1786) als Stellvertreter gewählt. Kurz danach arrangierte Smellie sich mit der Universitätsdruckerei und übernahm den Druck der ersten Ausgabe der Encyclopaedia Britannica, 1771, zu welcher er selbst ca. fünfzehn Artikel beisteuerte. Ab 1775 versuchte Smellie, den Lehrstuhl für Naturgeschichte zu erlangen.

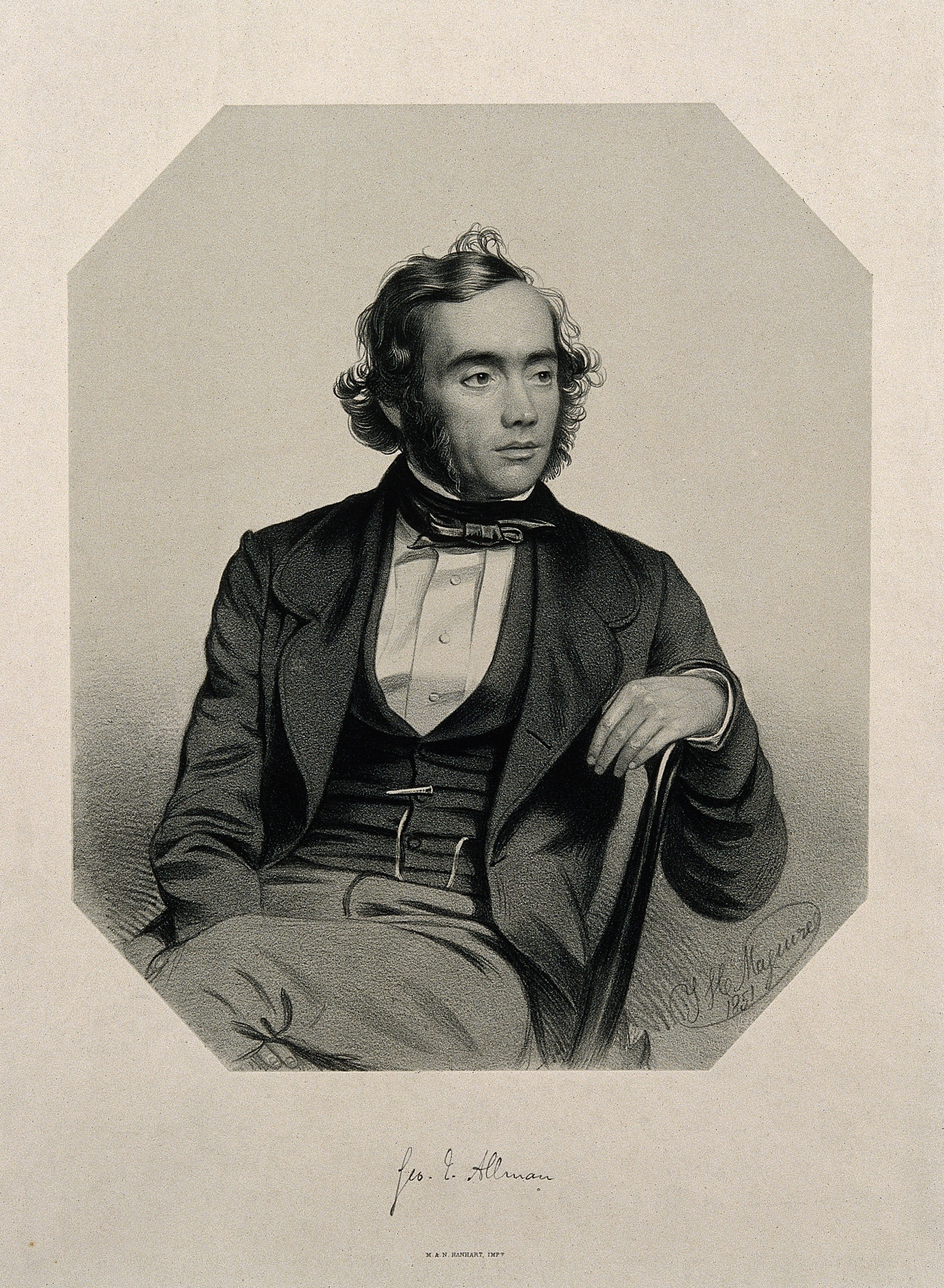
George James Allman – Regius Professor 1855 bis 1870

John Walker, der Sohn eines Grundschullehrers, verfolgte damals das gleiche Ziel. Walker hatte schon während seines Theologiestudiums Vorlesungen zur Naturgeschichte gehört. Nach seiner Ordinierung wurde ihm 1758 die Pfarrei Glencorse südlich von Edinburgh zugewiesen. Dort lernte er seinen Gönner Lord Henry Home Kames kennen, der 1762 für eine Versetzung nach Moffat in Dumfriesshire sorgte. Dort erhielt sich Walker sein Interesse an der Botanik und seine Bekanntschaft mit Kames. 1764 und erneut 1771 sicherte Kames ihm die Unterstützung der „Society for the Propagation of Christian Knowledge in Scotland“ für welche Walker die Naturgeschichte der schottischen Highlands und der Hebriden erforschte und sich solide Kenntnisse der Fauna, Flora, Geographie, Geologie und Mineralogie Schottlands aneignete. Die Forschungsberichte wurden erst nach Walkers Tod als Economical History of the Hebrides and Highlands of Scotland veröffentlicht. Ebenfalls während seiner Zeit in Moffat begann Walker eine Korrespondenz mit Linné und beteiligte sich aktiv an den Diskussionen der Edinburgh Philosophical Society. Und obwohl er zwei Artikel zur Naturgeschichte im Veröffentlichungsorgan der Philosophical Society, den Philosophical transactions, veröffentlichte, erkannte er bald, dass seine pastoralen Pflichten einer erfolgreichen wissenschaftlichen Karriere im Weg standen.
Schon seit 1774 hatte Smellie begonnen, seinen Anspruch auf die Professur durch Aktivitäten zu verstärken. Auf Anraten von Kames bereitete er einige Vorlesungen vor, die sich am systematischen Schema des amtierenden Professors, also Ramsays, orientierten sollten. Die Anwärter bezogen also Stellung und bemühten sich intensiv um die Gunst ihrer Unterstützer. Während sich Smellie mir mehreren Politikern der Whig-Fraktion zusammentat, versuchte Walker sich über Kames zu bewerben, der aber schon auf Smellie eingelenkt hatte. Dies änderte sich allerdings, weil Ramsay trotz schwerer Erkrankung weiterhin mit dem Tode rang. Als sich dieses Ringen dem Ende näherte, kamen weitere Bewerber hinzu und die Dinge komplizierten sich weiter. In einem Schreiben an Walker deutet sich ein Sinneswandel Kames an, der damit die Unterstützung von Smellie aufzugeben schien. Ob nun Kames Einfluss ausreichte oder andere Gründe vorlagen, Walkers Kommission als Regius Professor of Natural History und seine Berufung zum Kurator der naturgeschichtlichen Sammlung stammt vom 3. November 1779.

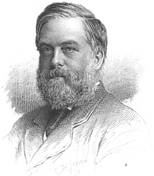
Charles Wyville Thomson – Regius Professor von 1870 bis 1881

Aber damit war die Schlacht um die Professur noch nicht geschlagen. Solange Walker als Pfarrer von Moffat gebunden war, konnte er keine Vorlesungen im 60 Meilen entfernten Edinburgh halten. Und so blieb es bis 1781, dass die Universität zwar seit 1767 eine Professur für Naturgeschichte hatte, aber noch nicht eine einzige Vorlesung zum Thema gehalten worden war. Mit der Hilfe eines neuen Unterstützers wandt sich Smellie der Society of Antiquaries of Scotland zu, deren Sammlung er bald als Kurator betreuen durfte. Hier sollte er nun die gleiche Vortragsreihe halten, die er auf Kames Anraten vorbereitet hatte.
Die Society of Antiquaries war eine bürgerliche Vereinigung, von denen einige die Trennlinie zwischen Gentlemen und gewöhnlichen Männern nicht überschritten. Gleichzeitig sammelten sich hier die politischen Kräfte der Tories, unter anderem der reiche, aber auch eitle John Stuart. In dieser Vereinigung, die ebenfalls auf Naturgeschichte ausgerichtet war, sammelten sich diejenigen, die keine Chance hatten, Mitglied der Philosophical Society zu werden, welche auf wenige Mitglieder beschränkt war.

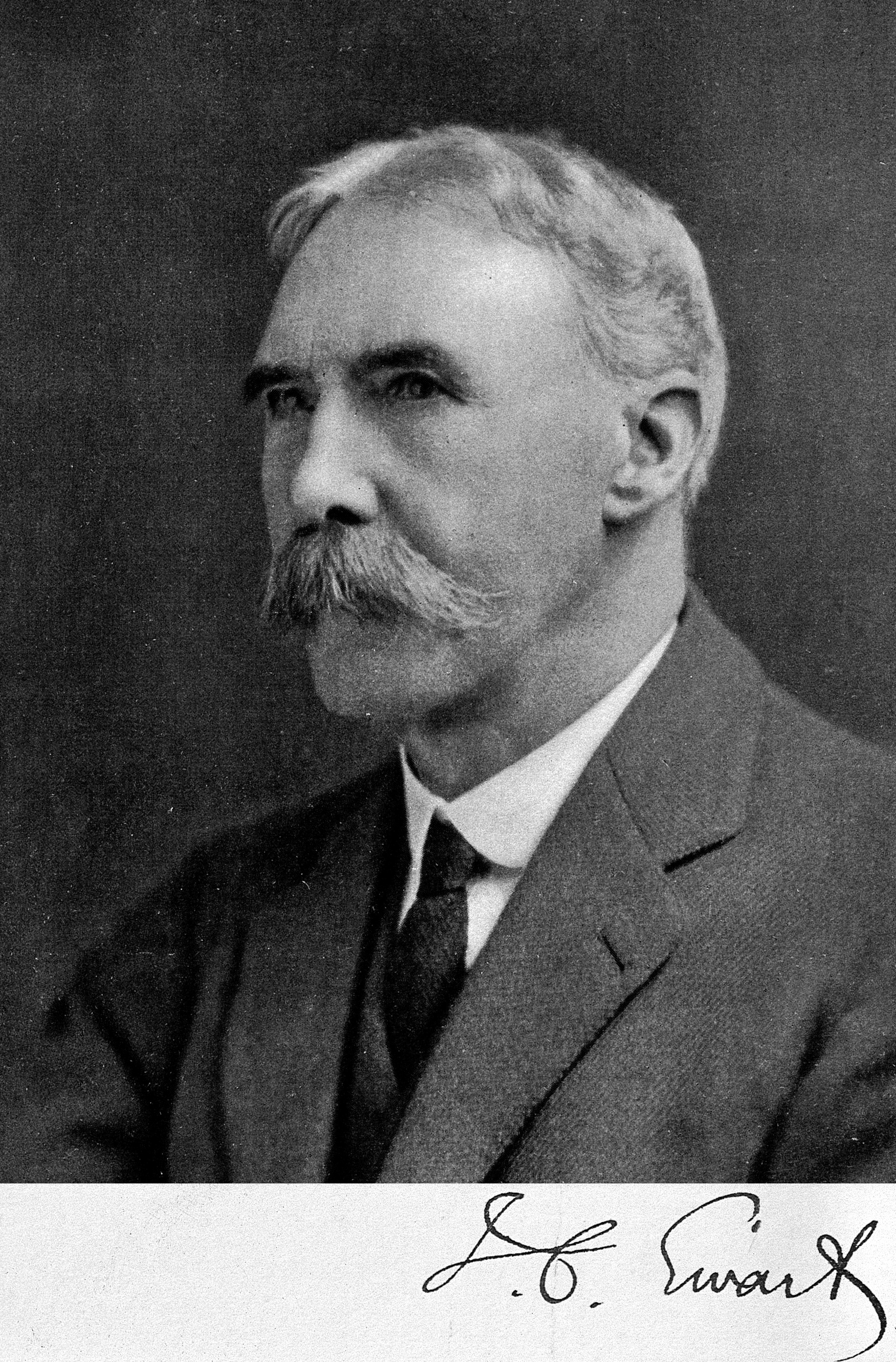
James Cossar Ewart – Regius Professor 1882 bis 1927

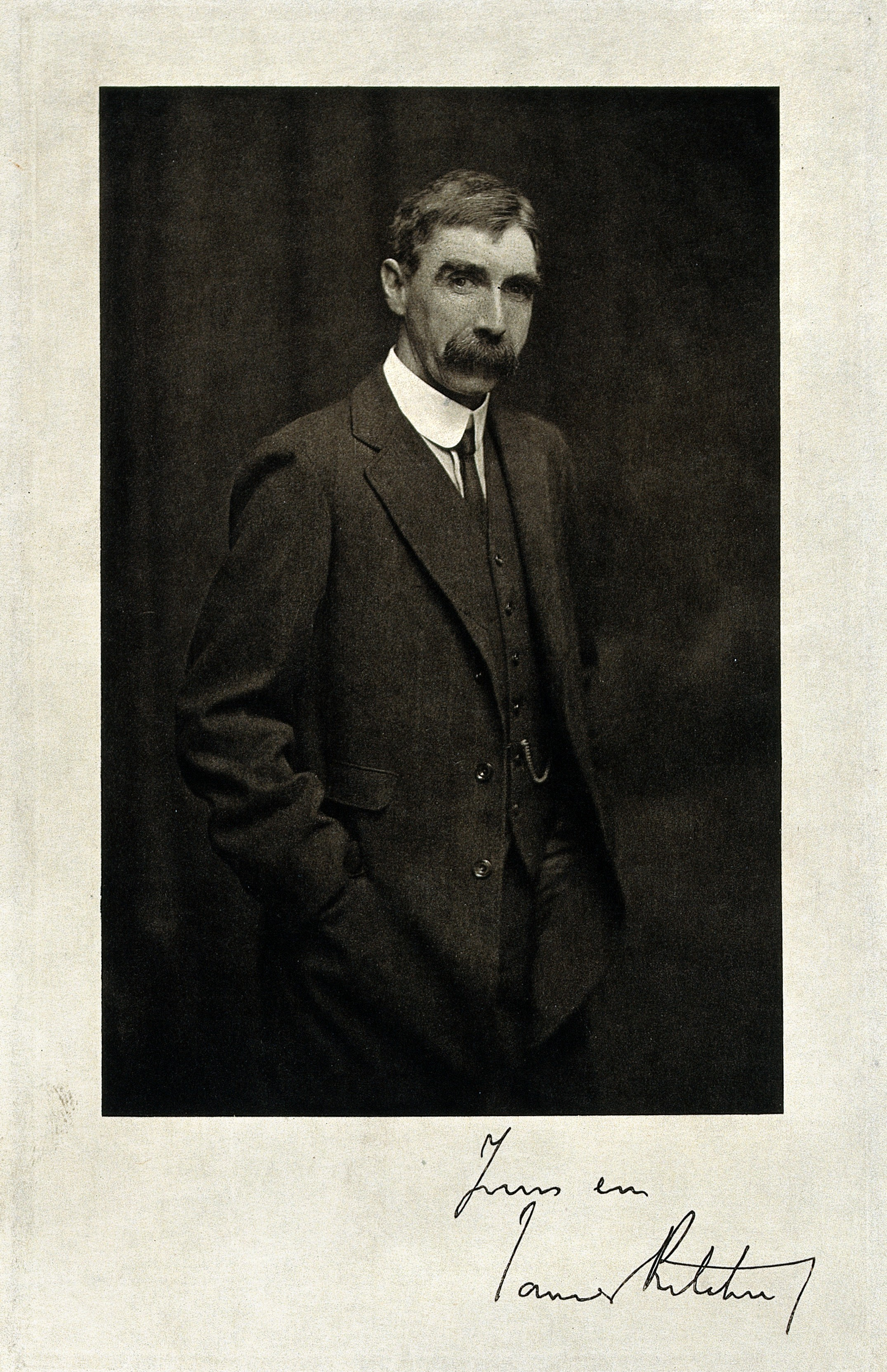
James Ritchie – Regius Professor 1936 bis 1952

Walker erkannte schnell die Bedrohung, die Smellie für seine Position bedeutete. Ein Professor wurde nur mäßig bezahlt, einige erhielten gar keine Zuwendung. Die wichtigere Einnahmequelle waren die Vorlesungsgebühren, die die Studenten entrichteten, meist zwei oder drei Guinees. Jede Teilung hätte die finanzielle Basis des ernannten Professors gefährdet. So bemühte sich Walker um weitere Unterstützung und erreichte eine Versetzung nach Colinton, südlich von Edinburgh und in angenehmer Nähe zu den interessanten Pentland Hills. Seine erste Vorlesung hielt Walker im März 1782. Zwar beharrte Smellie weiter auf seinem Recht, ebenfalls Vorlesungen anzubieten, doch verlor er seine politische Unterstützung und lenkte schließlich ein.
Es verblieb die Frage der beiden naturkundlichen Sammlungen. Sowohl die Antiquarian Society als auch die Universität verfügten über eine naturkundliche Sammlung und der Karrierekonflikt der beiden Kontrahenten wurde durch die ungeklärte Eigentümerschaft über die kulturellen und naturkundlichen Artefakte vertieft. Die Antiquarian Society musste sich nun plötzlich mit dem enorm einflussreichen Leiter der Universität William Robertson auseinandersetzen, der sich während seiner gesamten Amtszeit (1762–1793) vehement für die Universität, die Verteidigung und Erweiterung ihrer Rechte und der Ansprüche der Professoren einsetze. Schon 1765/66 hatte Robertson sich für das naturkundliche Museum der Universität eingesetzt, 400 Pfund Beiträge vom Town Council erhalten und persönlich Schaustücke und Kuriositäten in London für das Museum eingekauft.
Trotzdem war das Eigentum an den Schaustücken weit von klar. Es dauerte bis 1830, als unter dem Druck einer Untersuchungskommission endlich geklärt wurde, ob die Schaustücke Eigentum des Regius Professors waren oder dem Lehrstuhl, der Universität, dem Town Council oder der Krone gehörten. Selbst Walkers Nachfolger, Robert Jameson, beharrte bis Mitte der 1820er, dass einige Stücke der Sammlung dem Inhaber des Lehrstuhls zuständen.
Schon im späten 17., frühen 18. Jahrhundert war durch Robert Sibbald (1641–1722) und Andrew Balfour (1630–1694) eine naturkundliche Sammlung zusammengetragen worden, die trotz des arg vernachlässigtem Zustand als eine der größten und umfassendsten Sammlungen sämtlicher Universitäten in Europa galt. Walker war ursprünglich durch die Sammlung zum Studium der Naturgeschichte animiert worden. Aber die Sammlung wurde kurz später aus der Universität entfernt und verschwand fast vollständig. Als Walker die Sammlung übernahm, waren dort einige Objekte, nach Walkers Aussagen aber eigentlich nichts Ausstellungswürdiges. Trotzdem kümmerte sich Walker intensiv um die Sammlung und erweiterte diese und machte sie zu einer wertvollen Unterstützung beim Studium und für die Öffentlichkeit. Insbesondere die mineralischen und geologischen Schaustücke waren dabei eine große Hilfe. Auch der Senat der Universität verstand schnell, dass es sich bei der Sammlung um ein wertvolles Kulturgut handelte.
Dem stand eine Sammlung im Besitz der Antiquarian Society gegenüber. Genau diese Gesellschaft bewarb sich am 21. Mai 1782 offiziell um eine Royal Charter für ihre Gesellschaft. Schon zwei Monate früher, am 2. März 1782, hatte Walker eine Petition zur Erlangung einer Royal Charter vorgeschlagen, die eine Society for the Advancement of Learning begründen sollte. Es war dies der erste Entwurf der Charta, der ein Jahr später zur Gründung der Royal Society of Edinburgh führen würde.

### Teilung des Lehrstuhls
Durch Einflussnahme von Roderick Murchison wurde 1870 die neu entstehende Fachrichtung der Geologie abgetrennt und mit einer Stiftung von £ 6000 eine neue Professur eingerichtet, der durch Queen Victoria 1871 als Regius Professur ernannte Regius Professor of Geology. 1871 wurde Archibald Geikie zum ersten Regius Professor of Geology berufen. Die Trennung der Regius Professur of Natural History in den geologischen und den biologischen Zweig war damit vollzogen.
1871 bezog mit Charles Wyville Thomson ein klassisch ausgebildeter Naturhistoriker den Lehrstuhl. Seine Forschungsfahrten, insbesondere die Challenger-Expedition waren noch als klassische Naturgeschichte zu verstehen, aber des deutete sich schon die Spezialisierung auf den biologischen Teil der Lehre an. Thomsons Nachfolger, James Cossar Ewart, damals Regius Professor of Natural History an der University of Aberdeen, hatte 1878 das erste Forschungsinstitut in Großbritannien gegründet, in dem Meeresforschung betrieben wurde. Als er den Lehrstuhl in Edinburgh übernahm, förderte er die Forschungsrichtungen Zoologie, Genetik und Embryologie.
Der erfahrene Meeresbiologe James Hartley Ashworth übernahm die Professur und erlebte während seiner Amtsperiode die Errichtung eigener Gebäude für die Zoologen, die heute als Ashworth-Labore bekannten Bauten, und baute die naturgeschichtliche Sammlung neu auf. James Ritchie hatte 1930 die Professur für Naturgeschichte in Aberdeen übernommen und kehrte 1936 nach dem Tod Aschworths nach Edinburgh zurück, um dessen verwaisten Platz einzunehmen. Auch Michael Swann war Meeresbiologe, der sich mit der Befruchtung von Eiern, insbesondere von Seeigeln beschäftigte. 1962 wurde er Fellow der Royal Society, 1965 Rektor der Universität.

## Regius Professor of Natural History
| Name                         | Namenszusatz                  | von  | bis  | Anmerkung |
| ---------------------------- | ----------------------------- | ---- | ---- | --- |
| Robert Ramsay                | M.D.                          | 1770 | 1778 | Von Ramsay aus Blackcraig ist so gut wie nichts bekannt. Sein königlich festgelegtes Gehalt betrug 70 Pfund pro Jahr für die Professur und die Leitung der Universitätssammlung zur Naturgeschichte. Der Leiter der Universität, William Robertson, unterstützte dieses Anliegen, indem er das Town Council, Eigentümer der Universität, dazu brachte, 150 Pfund und Räumlichkeiten für so eine Sammlung zur Verfügung zu stellen. Es spielte dabei auch keine Rolle, dass die Sammlung völlig unangemessen war, denn Ramsay hielt keine einzige Vorlesung. Als Ramsay ernsthaft erkrankte, begann das politische Gerangel um den freiwerdenden Posten. Diese Machtkämpfe führten später zur Gründung der Royal Society of Edinburgh. |
| John Walker                  | M.D. (hon.), D.D.             | 1779 | 1803 | Walker wurde in Edinburgh als Sohn eines Schullehrers geboren. Schon im Alter von zehn las er Homer und erste botanischen Werke. Er wechselte zur Universität, wo er sich auf einen theologischen Abschluss vorbereitete. Dort stieß er auf die vernachlässigte Sammlung von Andrew Balfour. 1758 wurde er zum Priester geweiht und wurde der Pfarrei Glencorse zugewiesen, wo er Lord Kames kennenlernte, mit dem ihn ihre gemeinsamen Interessen verbanden. Mit Hilfe von Kames Einfluss wurde Walker nach Moffat versetzt und erhielt ebenfalls mit Mentorschaft Kames den Auftrag, die Hebriden wissenschaftlich zu untersuchen. Seine Forschungen und Aufzeichnungen waren eine Vorwegnahme späterer Erkenntnisse und Ergebnisse, die er nicht selbst machte, da er keine davon veröffentlichte. 1779 wurde er zum Regius-Professor ernannt, verblieb aber weiterhin auch Pfarrer von Moffat. Während seines Lebens wurden durch ihn nur Lehrwerke veröffentlicht, einschließlich Schediasma Fossilium,’ 1781; ‘Delineatio Fossilium,’ 1782; ‘Classes Fossilium,’ 1787; and ‘Institutes of Natural History,’ 1792. |
| Robert Jameson               |                               | 1804 | 1854 | Ursprünglich hatte Jameson Medizin studiert und begann auch zu praktizieren. Allerdings hatte er Vorlesungen von Walker gehört und sich für die Geologie begeistert. So gab er seine medizinische Tätigkeit auf und veröffentlichte 1798 Mineralogy of the Shetland Islands and of Arran und 1780 Mineralogy of the Scottish Isles, einer zwei Bände im Quart-Format umfassenden Abhandlung über Schottland. Ebenfalls 1780 ging Jameson an die Bergakademie Freiberg, wo er zwei Jahre Vorlesungen von Abraham Gottlob Werner hörte. Zwei weitere Jahre bereiste er Europa und wurde nach seiner Rückkehr zum Nachfolger seines früheren Lehrers. Zusätzlich zur Professur war Jameson auch Kurator der damaligen naturkundlichen Sammlung. |
| Edward Forbes                | F.R.S.                        | 1854 | 1854 | Forbes wirkte als Paläontologe für die National Survey, als Botaniker in London und als Pionier der Meereswissenschaften. |
| George James Allman          | B.A., M.B., M.D., F.R.S.      | 1855 | 1870 | Der in Cork geborene Allman hatte ursprünglich eine Karriere als Rechtsanwalt angestrebt, schwenkte aber bald auf Naturgeschichte um. 1843 schloss er sein Medizinstudium am Trinity College Dublin ab und übernahm im folgenden Jahr eine Professur in Botanik von seinem namensgleichen Vorgänger, William Allman. Zwölf Jahre später siedelte er um nach Edinburgh, um die Regius-Professur zu übernehmen. |
| Charles Wyville Thomson      | F.R.S.                        | 1870 | 1881 | Thomson war auch Kurator der naturkundlichen Sammlung. |
| James Cossar Ewart           | Esq., M.D., F.R.S.            | 1882 | 1927 | Ewart hatte zuvor seit 1878 den Regius Chair of Natural History an der University of Aberdeen gehalten. In Edinburgh übernahm er neben der Professur auch die Leitung der damaligen naturkundlichen Sammlung von seinem Vorgänger. |
| James Hartley Ashworth       | D.Sc., F.R.S., F.R.S.E.       | 1927 | 1936 | Mit Unterstützung der Rockefeller-Stiftung wurde unter seiner Führung das heute als Ashworth-Labor bekannte Neubau ausgeführt. Ashworth war auch verantwortlich für die Zusammenstellung der bis heute aktuellen Schausammlung von Naturkundlichen Objekten im Ashworth-Labor. Es handelt sich dabei um die dritte Sammlung in der Universität. Die Sammlung ist als vollständige Übersicht über die vielzelligen Tiere konzipiert. |
| James Ritchie                |                               | 1936 | 1952 | |
| Michael Meredith Swann       | F.R.S., F.R.S.E.              | 1952 | 1965 | Swann wurde 1981 in den Adelsstand erhoben. |
| Peter Martin Brabazon Walker | C.B.E., B.A., Ph.D., F.R.S.E. | 1966 | 1980 | |